# 安娜貝爾：造孽
《安娜貝爾：造孽》（英語：Annabelle: Creation）是一部於2017年美國超自然恐怖片，由大衛·F·桑德柏格執導，蓋瑞·道柏曼撰寫劇本，彼得·沙佛朗與溫子仁擔任監製。本片為2014年電影《安娜貝爾》的續集兼前傳，同時也是厲陰宅宇宙的第二部衍生作品。由史蒂芬妮·席格曼、泰莉莎·貝特曼、露露·威爾森、安東尼·拉帕里亞和米蘭達·奧圖主演。
該片定於2017年8月11日在美國上映，與前作不同，電影獲得正面居多的評價，而電影的氣氛、節奏和演技都獲得讚賞，水平被認為超越前作。電影同樣作為票房成功，打破前作記錄而獲得3.06億美元；續集《安娜貝爾回家囉》於2019年6月28日推出。

## 劇情
1943年，玩偶師山繆·穆林陪妻子愛絲特和七歲女兒小貝住在一座偏僻農場裡，一家人一日從教堂回家過程中卡車拋錨，小貝為了幫父親撿一顆掉在路中央的螺釘，不幸被後方全速駛來的卡車撞死。十二年後，長期處於悲痛的穆林夫婦將農場開設成一所孤兒院，給夏綠蒂修女和六名孤兒出身的女孩一個住家。即使山繆警告所有人不能擅自進入已故女兒小貝的房間，但一位身患小兒麻痺症而行動不便的女孩珍妮絲，當晚被出現在她房間門下、寫著「來找我」（Find me）的紙條引進小貝的房間，在玩具娃娃屋中找到一把鑰匙打開衣櫥，在裡面發現一個瓷製娃娃。
珍妮絲雖然不久後回去睡覺，卻未知自己這麼做不慎釋出原本被封印在櫥櫃裡的某種惡魔，幾天下來開始以各種形式出現來驚嚇女孩們，牠還似乎對珍妮絲一人有著特殊興趣。一天晚上，惡魔再次引珍妮絲走進房間，這次以小貝的姿態現身後表示「要她的靈魂」。珍妮絲試圖坐樓梯升降機逃跑，但惡魔很快抓住她，最後將她從二樓直扔下一樓摔傷，雙腳從此失去活動能力，出院後只能坐輪椅。珍妮絲回到孤兒院後將她所目睹的事情告訴夏綠蒂，但她不相信其說法且毫不理會。當晚，和珍妮絲睡在不同房間的好友琳達同樣受惡魔驚嚇，由此得知珍妮絲目睹的一切是真實存在。
當珍妮絲被夏綠蒂推到外面曬太陽時，在周圍無人的情況下被惡魔推入無人的穀倉裡，惡魔再度以小貝的形態現身爬近珍妮絲，往她的嘴裡吐進某種黑色液體而成功附身於她。遭惡魔附身的珍妮絲從此性情大變，開始擔心好友的琳達對山繆如實講出珍妮絲曾經走進房間並發現娃娃的實情，導致山繆開始恐慌而跑回房子裡拿出驅魔用的十字架。然而，珍妮絲出現在他身後變成惡魔形態，讓山繆以全身骨折的情況下慘死。所有女孩開始懷疑這棟房子的詭異，琳達趁夜裡將珍妮絲身邊的娃娃扔進農場水井試圖消滅掉，但一雙手掌突然冒出來試圖將琳達拉入水井裡。夏綠蒂跟著琳達跑出來而及時救出她，兩人回去後卻發現，原本扔進水井的娃娃再次回到珍妮絲床上，而珍妮絲同時不見蹤影。
夏綠蒂帶著娃娃找愛絲特詢問，愛絲特如實供述她們夫妻十二年前無法承受失去女兒的悲痛，四處祈求能再見到女兒一面，但祈願卻引來惡魔的注意。隨著小貝的身影多次出現，她們起初以為是女兒做出回應，應和著小貝需求將其靈體轉移至該娃娃裡，直到最後才發現是惡魔利用小貝的姿態欺騙他們取得許可來到人世。愛絲特表示該惡魔希望從娃娃轉移到人類身上作為宿主，曾經在她的面前現出惡魔姿態並撕爛她的左半臉、還被挖出左眼珠。後來她與山繆召集多名神父，將娃娃封入小貝房間衣櫥裡，在裡面貼滿印有聖經的紙張來防止牠逃出。愧疚心使她們夫妻決定開辦孤兒院，卻不慎再次正中惡魔下懷，讓珍妮絲遭受附身。震驚的夏綠蒂前腳剛離開房間，惡魔很快殺死愛絲特，將其屍體扯斷後釘在墻上，使夏綠蒂撞到墻昏迷。
其中四個女孩遠離惡魔逃出屋子後，獨自被困在屋子裡的琳達開始被珍妮絲追殺。就在珍妮絲即將刺死琳達時，夏綠蒂及時醒來並跑來將珍妮絲和娃娃一起關回衣櫥裡試圖封印起來。警察於清晨時趕到房子裡查看，發現珍妮絲已經在衣櫥墻上鑿開一個洞而逃走，從此不知去向；衣櫥中唯獨剩下的娃娃則被警方列為證物後帶走。夏綠蒂帶領琳達等孤兒離開農場，寂寞的琳達只能祈求不知身在何處的珍妮絲能安好。當時仍被附身的珍妮絲改名叫安娜貝爾，逃到一間位於聖莫妮卡的孤兒院，最後被希金斯夫婦領養而被撫養長大。
十二年過去，成年的安娜貝爾加入一個撒旦崇拜式邪教「公羊門徒」（Disciples of the Ram）後走火入魔，陪她的男友回到家屠殺她的養父母，釀成的血案最終引起住在隔壁的佛姆夫婦的注意。

## 演員
| 演員                               | 角色                                           | 備註                                                                             |
| 史蒂芬妮·席格曼 Stephanie Sigman   | 夏綠蒂修女 Sister Charlotte                    | 服務於聖尤斯塔士女童孤兒院的修女，同住於穆林家，負責照料和監督孩子們的生活。     |
| 泰莉莎·貝特曼 Talitha Bateman      | 珍妮絲 Janice                                  | 聖尤斯塔士的孤兒，從小不幸罹患小兒麻痺症而不良於行，除了琳達以外幾乎沒什麼朋友。 |
| 露露·威爾森 Lulu Wilson            | 琳達 Linda                                     | 聖尤斯塔士的孤兒，與珍妮絲是情同姐妹的摯友，一直希望她們倆能共同被領養。         |
| 安東尼·拉帕里亞 Anthony LaPaglia   | 山繆·穆林 Samuel Mullins                       | 農場主人兼玩偶製作者，年幼女兒小貝身亡後陷入陰沉，一直陪妻子獨居在家。           |
| 米蘭達·奧圖 Miranda Otto           | 愛絲特·穆林 Esther Mullins                     | 山謬的妻子，同樣因失去女兒而悲痛不已，此後獨居農場一樓臥室，左半臉帶著面具。     |
| 葛莉絲·福爾頓 Grace Fulton         | 卡蘿 Carol                                     | 聖尤斯塔士的孤兒，所有孤兒中年齡最大，有意地排擠珍妮絲和琳達，                   |
| 費莉帕·寇特哈德 Philippa Coulthard | 南希 Nancy                                     | 聖尤斯塔士的孤兒，外型、年紀都和卡蘿相仿，                                       |
| 莎瑪拉·李 Samara Lee               | 安娜貝爾·「小貝」·穆林 Annabelle "Bee" Mullins | 穆林夫婦的獨生女，年幼時不幸車禍喪生，死後被惡魔作為化身。                       |

其他演員包括泰勒·巴克飾演孤兒凱特（Kate），六人中唯一的黑人女孩，而露·盧·莎佛蘭飾演孤兒蒂爾妮（Tierney），和卡蘿、南希、凱特同寢室。馬克·布蘭霍飾演聖尤斯塔士的馬西神父（Father Massey），亞當·巴特利飾演前來協助夏綠蒂和孩子們的佛勒警員（Officer Fuller），而蘿塔·洛斯頓在片尾飾演聖華雅敬孤兒院的負責人，安排希金斯夫婦的領養工作。
影片結尾以存檔錄像形式重現前作電影片段，當中包括安娜貝爾·瓦莉絲和沃德·霍頓客串飾演兩位前作主角蜜雅和約翰·佛姆（Mia and John Form）。除了他們以外，前作中作為配角的布萊恩·豪伊和凱莉·歐瑪雷於結尾中再次飾演彼特和雪倫·希金斯夫婦（Pete and Sharon Higgins）。艾莉西亞·薇拉-貝利飾演惡魔化身的愛絲特。而約瑟夫·畢夏拉繼前作後再次飾演安娜貝爾的惡靈狀態，其聲音由演員佛瑞德·塔塔薛瑞提供配音，前作演員包括翠依·歐圖爾飾演成年後的珍妮絲，化名安娜貝爾後被希金斯夫婦領養。另外，邦妮·艾倫斯繼《厲陰宅2》後再次飾演惡靈修女「瓦拉克」（Valak / Demon Nun），為衍生電影《鬼修女》埋下伏筆。

## 製作
2015年10月，官方證實由於《安娜貝爾》票房上的成功，而決定推出續集。大衛·F·桑德柏格取代了約翰·R·李昂尼提成為續集的導演。前集的編劇蓋瑞·道柏曼回歸撰寫劇本，而彼得·沙佛朗和溫子仁也會再度擔任監製。2016年6月，演員史蒂芬妮·席格曼、米蘭達·奧圖與泰莉莎·貝特曼加入劇組。露露·威爾森、費莉帕·寇特哈德、葛雷絲·富爾頓、露·盧·沙佛朗、安東尼·拉帕里亞和泰勒·巴克也確認參演，而這也是巴克的電影處女作。桑德柏格的妻子和多次合作者蘿塔·洛斯滕也加入於片中。

### 拍攝
電影正式於2016年6月27日在加利福尼亞的洛杉磯開拍，並於2016年8月15日宣布殺青。

## 發行
《安娜貝爾：造孽》由華納兄弟定於2017年5月19日在美國上映。後來，美國上映日延期至8月11日。

### 評價
《安娜貝爾：造孽》獲得了正面居多的評價，主要認為電影的各方面比前集進步許多。爛番茄基於100條評論，新鮮度69%，平均得分6.2／10。在Metacritic上，則獲得了62分。據CinemaScore調查，觀眾在A+至F間的評價落在「B」，這與前集《安娜貝爾》的分數相同。

### 票房
在美國，《安娜貝爾：造孽》與《堅果行動2》、《玻璃城堡》同時上映、競爭，《安娜貝爾：造孽》預估餘首週末能從3502間戲院中獲得3000萬美元的票房。電影在週四晚間獲得了400萬美元的票房，這比前集的210萬美元還高出許多。美國首週末票房為3500萬美元，位居當週冠軍。
在美國上映的前一週，《安娜貝爾：造孽》在義大利首週獲得了110萬美元的票房。
台灣方面，首週四天票房為新台幣4600萬元；最終全台票房為新台幣1.11億元。
| 上一届： 《黑塔》               | 2017年美國週末票房冠軍 第32週 | 下一届： 《殺手保鑣》   |
| 上一届： 《模犯生》             | 2017年台北週末票房冠軍 第32週 | 下一届： 《殺手保鑣》   |
| 上一届： 《星際特工：千星之城》 | 2017年香港一週票房冠軍 第32週 | 下一届： 《出貓特攻隊》 |

## 續集
2018年4月，華納兄弟宣佈2019年7月9日將是一部「厲陰宅系列電影」的發行日期。同月宣佈該片為《安娜貝爾》 電影，蓋瑞·道柏曼簽約編劇和執導電影，溫子仁和彼得·沙佛朗將共同製作電影。

## 外部連結
- 互联网电影数据库（IMDb）上《安娜貝爾：造孽》的资料（英文）
- Box Office Mojo上《安娜貝爾：造孽》的資料（英文）
- AllMovie上《安娜貝爾：造孽》的资料（英文）
- 爛番茄上《安娜貝爾：造孽》的資料（英文）
- Metacritic上《安娜貝爾：造孽》的資料（英文）
- 開眼電影網上《安娜貝爾：造孽》的資料（繁體中文）
- 时光网上《安娜貝爾：造孽》的資料（简体中文）
- 豆瓣电影上《安娜貝爾：造孽》的資料 （简体中文）